# Антоніо П'єтранджелі
Антоніо П'єтранджелі (італ. Antonio Pietrangeli; 19 січня 1919, Рим, Лаціо, Італія — 12 липня 1968, Гаета, Лаціо, Італія) — італійський кінорежисер, сценарист, актор і кінокритик.

## Життєпис
У 1942 році закінчив Експериментальний кіноцентр в Римі. Починав як кінокритик в журналах «Bianco e Nero» і «Cinema». Був асистентом режисера. Писав багато сценаріїв, зокрема, для Вісконті («Одержимість»), Росселліні («Європа '51»), Латтуади («Вовчиця») та інших, поки в 1953 року не дебютував як режисер («Любов за півстоліття»). Загинув під час зйомок чергового фільму.

## Вибрана фільмографія
- 1948 : «Прелюдія до божевілля» / (Prelude to Madness)
- 1953 : «Порожні очі» / (Il sole negli occhi)
- 1953 : «Любов за півстоліття» / (Amori di mezzo secolo)
- 1955 : «Холостяк» / (Lo scapolo)
- 1957 : «Народжена в березні» / (Nata di marzo)
- 1957 : «Сувеніри Італії» / (Souvenir d'Italie)
- 1960 : «Адуа та її колежанки» / (Adua e le compagne)
- 1961 : «Привиди Риму» / (Fantasmi a Roma)
- 1963 : «Дівчина з Парми» / (La parmigiana)
- 1963 : «Візит» / (La visita)
- 1964 : «Розкішний рогоносець» / (Il magnifico cornuto)
- 1965 : «Я її добре знав» / (Io la conoscevo bene)
- 1966 : «Феї» / (Le Fate)
- 1969 : «Як, коли і з ким» / (Come, quando, perché)